# Wielka Piaśnica
Wielka Piaśnica (deutsch: Groß Piasnitz, kaschubisch Wiôlgô Piôsznica) ist ein Dorf in der Landgemeinde Puck  (Putzig) der polnischen Woiwodschaft Pommern. Das Schulzenamt befindet sich in Domatówko (Klein Dommatau). 

## Geographische Lage
Das Dorf liegt in der historischen Region Westpreußen, etwa 13 Kilometer nordwestlich der Stadt Wejherowo (Neustadt in Westpreußen). Der Fluss Piaśnica (Piasnitz) durchfließt das Dorf.

## Geschichte
Im Jahr 1785 wird der Wohnplatz Groß und Klein Plaßnitz  als ein emphyteutisches  Dorf mit vier Feuerstellen (Haushaltungen) bezeichnet. Vor 1919 gehörte Groß Piasnitz zum Kreis Putzig in der Provinz Westpreußen des Deutschen Reichs. 
Nach Ende des Ersten Weltkriegs musste das Kreisgebiet mit Groß Piasnitz aufgrund der Bestimmungen des Versailler Vertrags zum Zweck der Einrichtung des Polnischen Korridors an Polen abgetreten werden, mit Wirkung vom 20. Januar 1920 und ohne Volksabstimmung. Als Folge des Überfalls auf Polen 1939 wurde das entnommene Gebiet des Polnischen Korridors vom Deutschen Reich völkerrechtswidrig annektiert; es wurde dem Reichsgau Danzig-Westpreußen zugeordnet, zu dem es bis 1945 gehörte.
Gegen Ende des Zweiten Weltkriegs besetzte im Frühjahr 1945 die Rote Armee das Kreisgebiet.

### Bevölkerungsentwicklung
| Jahr | Einwohner | Anmerkungen          |
| ---- | --------- | -------------------- |
| 1818 | 24        | [ 3 ]                |
| 1864 | 49        | [ 4 ]                |
| 1871 | 41        | in vier Wohngebäuden |

### Massaker im Wald von Groß Piasnitz
Von September bis Dezember 1939 ermordeten Deutsche im nahe gelegenen Wald etwa 10.000 bis 13.000 Menschen. Die Massaker von Piaśnica gelten als erste systematisch durchgeführte Mordaktion der Nationalsozialisten im besetzten Europa.
Im Zweiten Weltkrieg tötete der Volksdeutsche Selbstschutz, eine Sondereinheit der SS unter Führung des SS-Oberführers Ludolf-Hermann von Alvensleben, zwischen 10.000 und 13.000 Menschen im Wald nahe dem Dorf Piaśnica, darunter polnische und kaschubische Intellektuelle aus Pommerellen, aber auch internierte deutsche Antifaschisten, Polen, Tschechen und staatenlose Juden. Zusätzlich wurden circa 1.200 psychisch kranke Menschen pommerscher Anstalten umgebracht.
Die Massenexekutionen begannen im September/Oktober 1939 und dauerten bis April 1940. Eine Exhumierung der Massengräber wurde nach dem Zweiten Weltkrieg 1946 durchgeführt. Von der bekannten Anzahl von 35 Massengräbern wurden 30 gefunden und von diesen wurden 26 exhumiert. Einzig 305 Leichen in zwei Massengräbern wurden gefunden, der Rest der Leichen wurde von den Nationalsozialisten im August oder September 1944 im Auftrag der Verdeckung verbrannt. Für das Vertuschen der Massenmorde wurden Häftlinge vom KZ Stutthof eingesetzt und später umgebracht.